# Двадцять шість бакинських комісарів (фільм)
«26 бакинських комісарів» — радянський історичний художній фільм-драма 1965 року про події Громадянської війни на Закавказзі і Закаспії.

## Сюжет
Оточений британськими та німецько-турецькими військами, відрізаний від РРФСР і інших радянських республік Баку опиняється в кільці блокади. Керівники Бакинської Ради змушені здати владу інтервентам, що призводить до арешту і трагічної загибелі керівників Бакинської комуни — двадцяти шести комісарів (Шаумяна, Джапарідзе, Азізбекова й інших).

## У ролях
- Володимир Самойлов —  Степан Георгійович Шаумян
- Мелік Дадашев —  Мешаді Азізбеков
- Тенгіз Арчвадзе —  Джапарідзе Прокоп Апрасіонович
- Геннадій Бойцов —  Іван Тимофійович Фіолетов
- Семен Соколовський —  Григорій Костянтинович Петров
- Валеріан Виноградов —  Володимир Федорович Полухін
- Ігор Юрашас —  Ейжен Августович Берг
- Микита Жалнін —  Федір Федорович Солнцев
- Ельданіз Зейналов —  Мир-Гасан Кязім огли Везіров
- Іван Косих —  Яків Давидович Зєвін
- Едуард Ізотов —  Іван Васильович Малигін
- Гуж Манукян —  Григорій Миколайович Корганов
- Володимир Піцек —  Меєр Велькович Басін
- Лоренц Арушанян —  Сурен Григорович Осепян
- Юрій Мартинов —  Іван Якович Габишев
- Нерсес Сетханян —  Арсен Мінайович Амірян
- Джаббар Алієв —  Татевос Мінасович Аміров
- Леонід Євтіф'єв —  Соломон Абрамович Богданов, член Військово-революційного комітету
- Володимир Ферапонтов —  Анатолій Абрамович Богданов
- Хачик Назаретян —  Арменак Артемович Борян
- Віктор Мурганов —  Ісай Абрамович Мішне
- В. Вишковський —  Арам Мартиросович Констандян
- Вреж Акопян —  Марк Романович Коганов
- Петро Любешкін —  Павло
- Микола Волков (старший) —  генерал Денстервіль
- Микола Крюков —  англійський консул
- Юхим Копелян —  генерал Бахчаров
- Микола Бріллінг —  Тіг-Джонс
- Наталія Климова —  Джейн
- Фрунзик Мкртчян —  Гочі
- Борис Бібіков —  російський генерал
- Микола Бармін —  Федір Адріанович Кульков
- Артик Джаллиєв —  епізод
- Багадур Алієв — помічник Азізбекова

## Знімальна група
- Режисер — Аждар Ірагімов
- Сценаристи — Аждар Ібрагімов, Іса Гусейнов, Марк Максимов
- Оператор — Костянтин Петриченко
- Композитор — Аріф Меліков
- Художник — Євген Свідєтєлєв